# Claude Bessière
Pour les articles homonymes, voir Claude Bessière (ingénieure) et Bessière.
Claude « Coco » Bessière  est un pilote français,né  à Angles en Vendée, champion du monde de voltige aérienne en catégorie Unlimited, et entraîneur de l'équipe de France pendant 20 ans.

## Biographie
En 1976 il intègre l'Équipe de voltige de l'Armée de l'air, et a été champion de France à cinq reprises. Il a été champion du monde à Yverdon en Suisse en 1990.
Par la suite il est entraineur de l'équipe de France pendant 20 ans. Il participe alors à l'émergence de nombreux champions du monde en voltige en catégorie Unlimited et Advanced (Xavier de Lapparent, Christine Génin, Éric Vazeille, Catherine Maunoury, Renaud Ecalle).
Il a parrainé le Raid Latécoère 2014. Depuis 2014, il encadre l'équipe des USA.

## Palmarès
- 1982 : Champion de France classe I à Moulins[4]
- 1983 : Champion de France classe I à Carcassonne[4]
- 1985 : Champion de France classe I à Til-Châtel[4]
- 1986 : Champion de France classe I à Coulommiers[4]
- 1988 : Champion de France classe I à Condom[4]
- 1990 : Champion du monde Ultimate à Yverdon en Suisse)[1].

## Distinctions
- 1994 : Grand Prix de l'Académie de l'air et de l'espace[5].
- 2011 : Récipiendaire du Diplôme Léon Biancotto de la Fédération aéronautique internationale[1].